# Spaanse Huis (Naarden)
Het Spaanse Huis is een van de oudste huizen in Naarden-Vesting. Het kreeg de naam na de gebeurtenis uit 1572 toen hier een groot deel van de bevolking van Naarden door Spaanse troepen werd vermoord.

## Kapel en stadhuis
Het exacte bouwjaar van het huis is onbekend, maar de geschiedenis gaat terug tot de Middeleeuwen. Het was waarschijnlijk de kapel van het inmiddels verdwenen gasthuis. Ergens in de 16e eeuw werd het huis verbouwd tot stadhuis.

### Rampjaar 1572
Het was in dit stadhuis dat op 1 december 1572, tijdens het begin van de Tachtigjarige Oorlog, de moord op de mannelijke bevolking van Naarden plaatsvond. Julian Romero, de Spaanse legeraanvoerder, had de bevolking bijeengeroepen en de ongewapende burgers werden in en nabij het stadhuis vermoord door de soldaten die kort tevoren de stad waren binnengelaten. Na deze slachtpartij werd de stad geplunderd en vervolgens in brand gestoken. Het stadhuis ging hierbij ook in vlammen op. Het herstel duurde heel lang en in de gevel van het huis zijn drie stenen geplaatst bij het herstel van het gebouw in 1615.
De tekst in de twee gevelstenen luidt:
Links: 
V COMT O HEER - ALLEEN DE EER- VAN DIT GEBOV - VOOR TEGENSPOET - DEES STADT BEHOET - END T HVYS NASSOV ANNO1615

Rechts: 
DENCK OP DEN DACH - DATMENHIER SACH - HOE SPANGIEN TEGENWOORT - BEROOFT HEFT T LANDT - DEES STADTVERBRANDT - DE BVRGERY VERMOORT Ao 1572 D I D C

## Waag
In 1603 werd in Naarden een nieuw stadhuis gebouwd aan de Marktstraat. Na het herstel werd het gebouw vanaf 1617 gebruikt als waag. Hier werden tegen betaling goederen gewogen en de waag stond onder controle van het stadbestuur. Dit toezicht leidde ertoe dat er op een eerlijke wijze gewogen werd en leidde ook tot inkomsten voor de stad. Bijna tweehonderd jaar heeft het als stadswaag dienst gedaan, tot in 1809 Naarden een vestingstad werd.

## Militaire bakkerij
In 1809 werd het gebouw verhuurd aan de militaire autoriteiten van de Bataafse Republiek en gebruikt als manschappenverblijfplaats. In 1813 werden twee ovens geplaatst voor het bakken van brood voor het garnizoen. Deze kwamen in een aanbouw aan de achterkant van het gebouw. De bakovens zijn 4 meter diep en maximaal 3,3 meter breed en er konden 1000 broden per dag worden gebakken. Tussen de ovens is een warmwaterfornuis gemetseld. 
Een jaar later vertrokken de Fransen in 1814, de bakovens werden niet langer gebruikt en hier kwam de wacht van het garnizoen. De lage kelder, rechts van de toegangsdeur en aan de straatkant, werd gebruikt als gevangenis. In 1867 werden de ovens hersteld en kreeg het gebouw opnieuw de functie als garnizoensbakkerij.  Omstreeks 1880 kwam er een hele nieuwe bakkerij in de stad en de bakovens in het Spaanse Huis werden definitief gedoofd. De ovens zijn nog vrijwel intact aanwezig. Het bleef wel in gebruik als woonhuis.

## Musea
In 1924 werd hier het Comeniusmuseum gevestigd, gewijd aan het leven en werken van de  Tsjechische wijsgeer, didacticus en theoloog Jan Amos Comenius. De inrichting van het museum werd betaald door de Tsjecho-Slowaakse Republiek. De oude werkruimte van de bakkerij werd ingericht als museumzaal en de aan de straatkant woonde de conciërge van het museum.
In 1965 werd het gebouw gerestaureerd en heringericht. De achterzaal met de ovens van de bakkerij werd hierbij grotendeels intact gelaten. Het voorgebouw werd ingericht naar de situatie van de vroege 17e eeuw. Na de restauratie werd ook het museum volledig heringericht, wederom betaald door Tsjechoslowakije dat ook een groot deel van de nieuwe inventaris leverde. In november 1967 vond de heropening plaats. In 1992 verhuisde het museum naar een nieuw onderkomen in de voormalige Weeshuiskazerne aan de Kloosterstraat, naast de kapel met het Comeniusmausoleum.
In het Spaanse Huis is sinds 2012 het Weegschaalmuseum gevestigd. Sinds 2016 is het monument in handen van Monumentenbezit.
- Rijksmonument: 30270